# Minervois (AOC)
Pour l’article homonyme, voir Minervois.
Le minervois est un vin du Sud français d'appellation d'origine contrôlée produit sur le piémont de la montagne Noire, à cheval sur l'Aude et l'Hérault. Il produit majoritairement des vins rouges.

## Histoire

### Antiquité
La vigne est arrivée dans la région d'Agde avec les Grecs au VIe siècle av. J.C.. C’est de Minerve que toute cette région fut christianisée par saint Rustique. L'autel de marbre blanc consacré en 456 par cet évêque de Narbonne en reste le témoin. La viticulture se développa jusqu'à la fin de l’Empire romain mais déclina par la suite.

### Moyen Âge
Sous les Carolingiens, le Minervois (Suburbium Minerbense) fut une subdivision du Pagus Narbonensis. Du fait de son importance, au IXe siècle, il devint le Pagus Minerbensis  jusqu'à l’époque féodale.
Au cours du Moyen Âge, se développent des vignobles monastiques avec les fondations des abbayes de Lagrasse, Caunes-Minervois, Fontfroide et Saint-Hilaire. Les moines améliorent la viticulture.
Lorsque l'hérésie des cathares devint dominante, il n'y eut aucun interdit sur le vin contrairement aux bogomiles et aux manichéens qui l'avaient inclus dans leurs interdits alimentaires. Mais au cours de la croisade contre les Albigeois, selon le jésuite Langlois, partisan de la croisade, Henri de Beaujeu, « Durant trois mois entiers, occupa ses troupes à brûler les blés, à arracher les vignes, à couper les haies et les arbres, à abattre les maisons, à ruiner les chemins, à faire un désert de l'un des plus beaux pays du monde ». 
Le Minervois fut divisé lors de la création du diocèse de Saint-Pons en 1318 par Jean XXII, ce qui fait que le Minervois historique ne s’adapte plus aux terroirs produisant l'appellation Minervois. Le Prince Noir, au cours de la guerre de Cent Ans, s'avança dans le Languedoc et son passage se solda par l'arrachage du vignoble.

### Période moderne et contemporaine

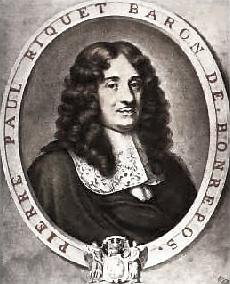
Pierre-Paul Riquet, créateur du canal du Midi

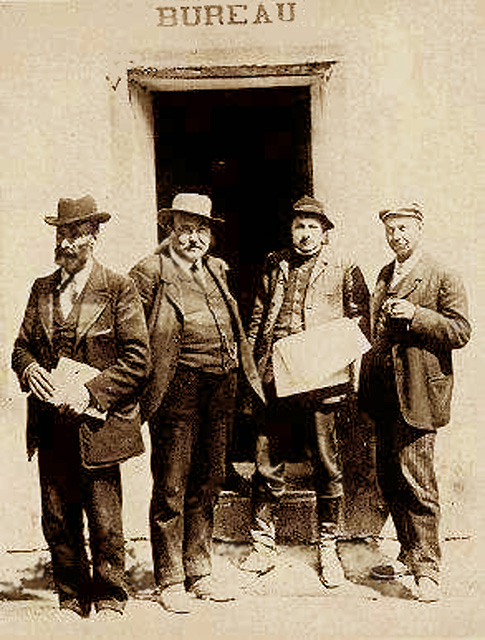
Une partie du Comité d'Argeliers, Marcelin Albert, Elie Cathala, Louis Blanc et le médecin Senty

En 1681 l'achèvement par Pierre-Paul Riquet du Canal Royal du Languedoc reliant la Méditerranée à l'océan Atlantique permit l'installation du vignoble moderne. Tout comme les céréales, de la fin du XVIIIe au début du XIXe siècle, le vin fut transporté en péniches. À partir de 1855, le vignoble connut une forte progression. La crise de l'oïdium, suivie du phylloxéra, puis la surproduction des vins de qualité inférieure engendrèrent la révolte de 1907 qui trouva ses chefs de file dans le Comité d'Argeliers. 
Le mouvement coopératif qui s'ensuivit redonna un essor de la viticulture. Au milieu du XXe siècle, les vignerons décident de choisir la qualité contre la quantité. Cette politique permet aux vins du Minervois d'obtenir l'AOC en 1985.

## Toponymie
Le village de Minerve, siège du pouvoir seigneurial au Moyen Âge, a donné son nom à tout le pays qui était sous la coupe de son seigneur. Le Minervois correspond géographiquement et étymologiquement au Pagus Minerbensis de l'époque carolingienne.

## Géographie

### Orographie
Le Minervois se situe dans un vaste amphithéâtre coincé entre le Massif central et les Pyrénées. Adossé à la montagne Noire, ses coteaux dominent une plaine de faible altitude, traversée par les axes de circulation, l'Aude et le Canal du Midi. Au nord, se trouve le plateau de Minerve avec ses pinèdes et ses garrigues. Cet ensemble constitue un terroir viticole particulièrement favorable.

### Géologie
Les rivières qui descendent de la montagne Noire ont déposé sur leurs rives des terrasses de galets, de grès, de schistes ou de calcaires. Elles alternent avec des zones de marnes. Tandis que près de Caunes-Minervois, affleurent des veines de schiste et de marbre.

### Climat
Le climat est à dominante méditerranéenne. L’automne est caractérisée par des orages violents et rapides. L’été est souvent chaud et sec ce qui est favorable à la culture de la vigne.
Les vents sont souvent présents. Cette région est l'une des plus venteuses avec 300 à 350 jours de vent par an. Ce phénomène est essentiellement dû aux reliefs nord et sud qui forment un couloir. Du nord-ouest souffle le cers. C’est un vent de terre, sec, violent et froid en hiver. De l'est souffle le marin. Il est chaud et humide et provient de la mer.

## Vignoble

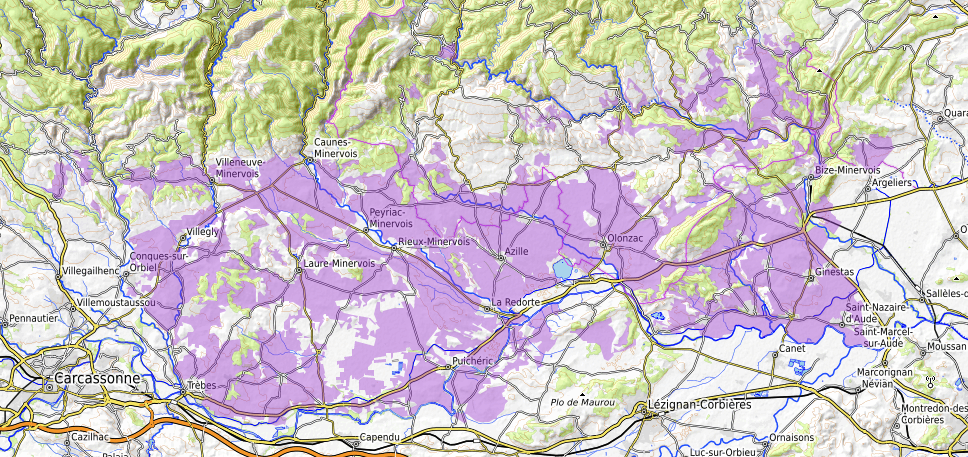
La zone de production du Minervois (Carte interactive)

Il est situé entre Narbonne et Carcassonne dans les départements de l'Aude et de l'Hérault en région Languedoc-Roussillon. Sa limite Nord est constituée par la montagne Noire et sa limite sud se situe le long des rives de l'Aude.

### Présentation
L'appellation d'origine contrôlée minervois est sise à cheval sur les départements de l'Aude et de l'Hérault.

Les communes de l'Aude sont : Aigues-Vives, Argeliers, Argens-Minervois, Azille, Badens, Bagnoles, Bize-Minervois, Blomac, Bouilhonnac, Cabrespine, Castelnau-d'Aude, Caunes-Minervois, Ginestas, Homps, Laure-Minervois, Limousis, Mailhac, Malves-en-Minervois, Marseillette, Mirepeisset, Paraza, Pépieux, Peyriac-Minervois, Pouzols-Minervois, Puichéric, Redorte (la), Rieux-Minervois, Roquecourbe-Minervois, Roubia, Rustiques, Saint-Couat-d'Aude, Saint-Frichoux, Saint-Nazaire-d'Aude, Sainte-Valière, Sallèles-Cabardès, Salsigne, Tourouzelle, Trassanel, Trausse, Trèbes, Ventenac-en-Minervois, Villalier, Villarzel-Cabardès, Villegly et Villeneuve-Minervois.

Les communes de l'Hérault sont : Agel, Aigne, Aigues-Vives, Azillanet, Beaufort, Cassagnoles, Caunette (la), Cesseras, Félines-Minervois, Livinière (la), Minerve, Montouliers, Olonzac, Oupia, Saint-Jean-de-Minervois et Siran.

### Encépagement
Pour le vin rouge, le décret d'application de l'INAO indique que seuls peuvent entrer dans l'appellation les carignan N, grenache N, syrah, mourvèdre, lledoner pelut N, cinsault N, picpoul N, terret N et aspiran N. Le carignan doit être inférieur à 40 %, les grenache N, syrah, mourvèdre supérieurs à 60 % avec le groupe syrah/mourvèdre dépassant les 20 %.
Pour le vin rosé, les cépages admis sont les mêmes que pour le rouge. Par tradition, il est admis qu'entre dans leur vinification un maximum de 10 % de cépages blancs.
Pour le vin blanc, les cépages principaux de l'AOC sont grenache B, bourboulenc, maccabeu, marsanne, roussanne et vermentino. Sont admis en tant que cépages secondaires picpoul B, clairette B, terret B, muscat B à petits grains.

### Méthodes culturales et réglementaires

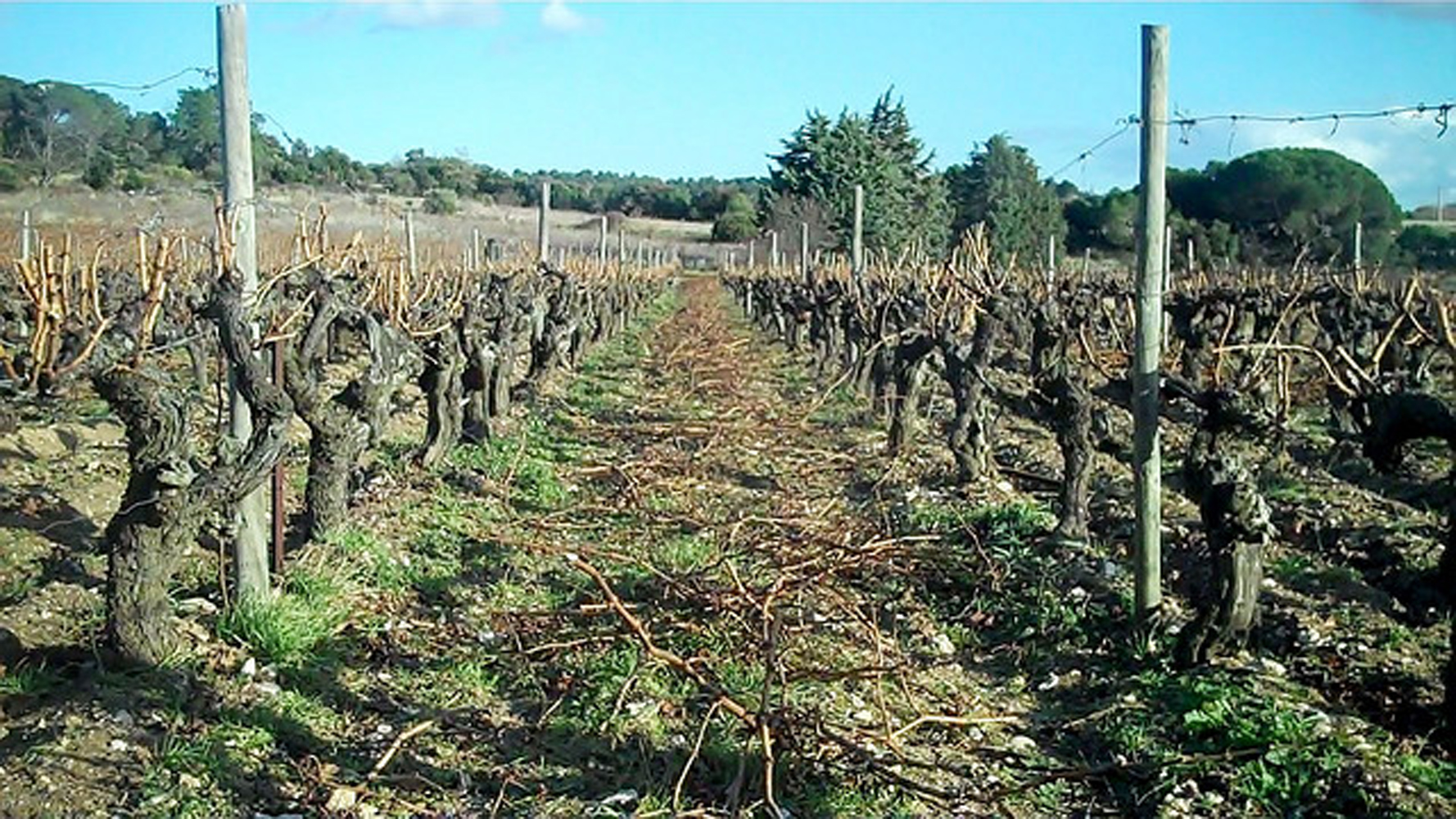
Taille en gobelet
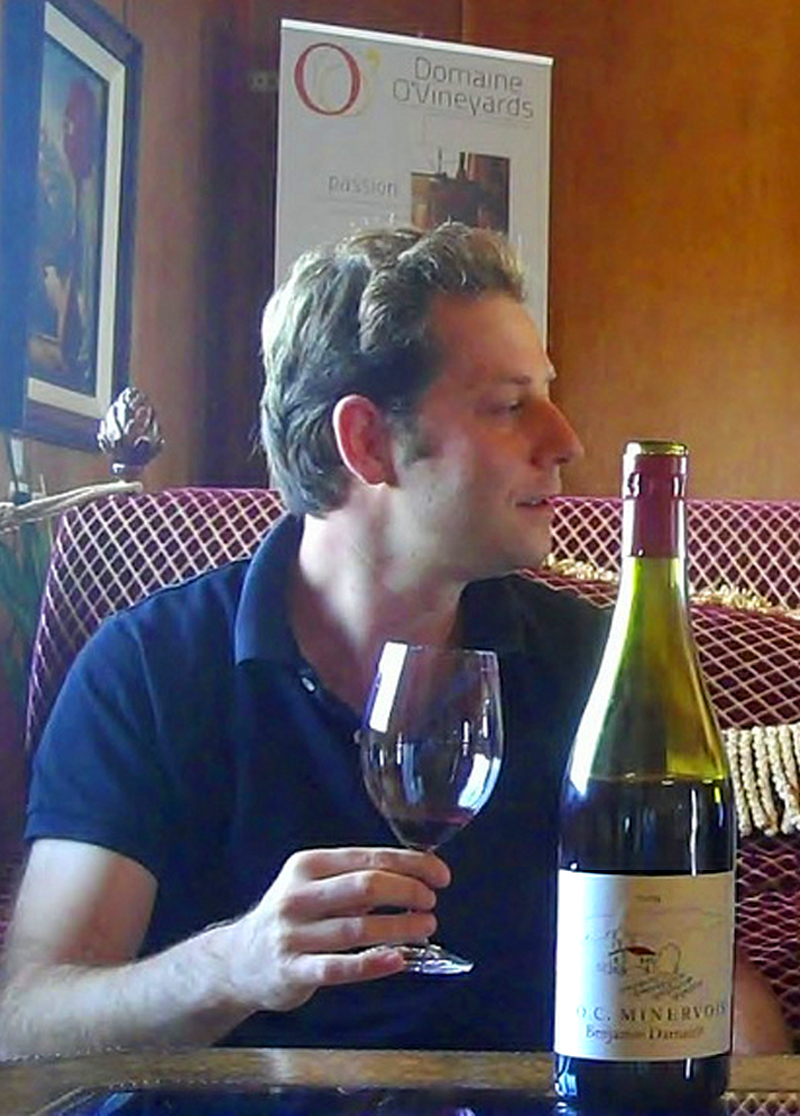
Dégustation
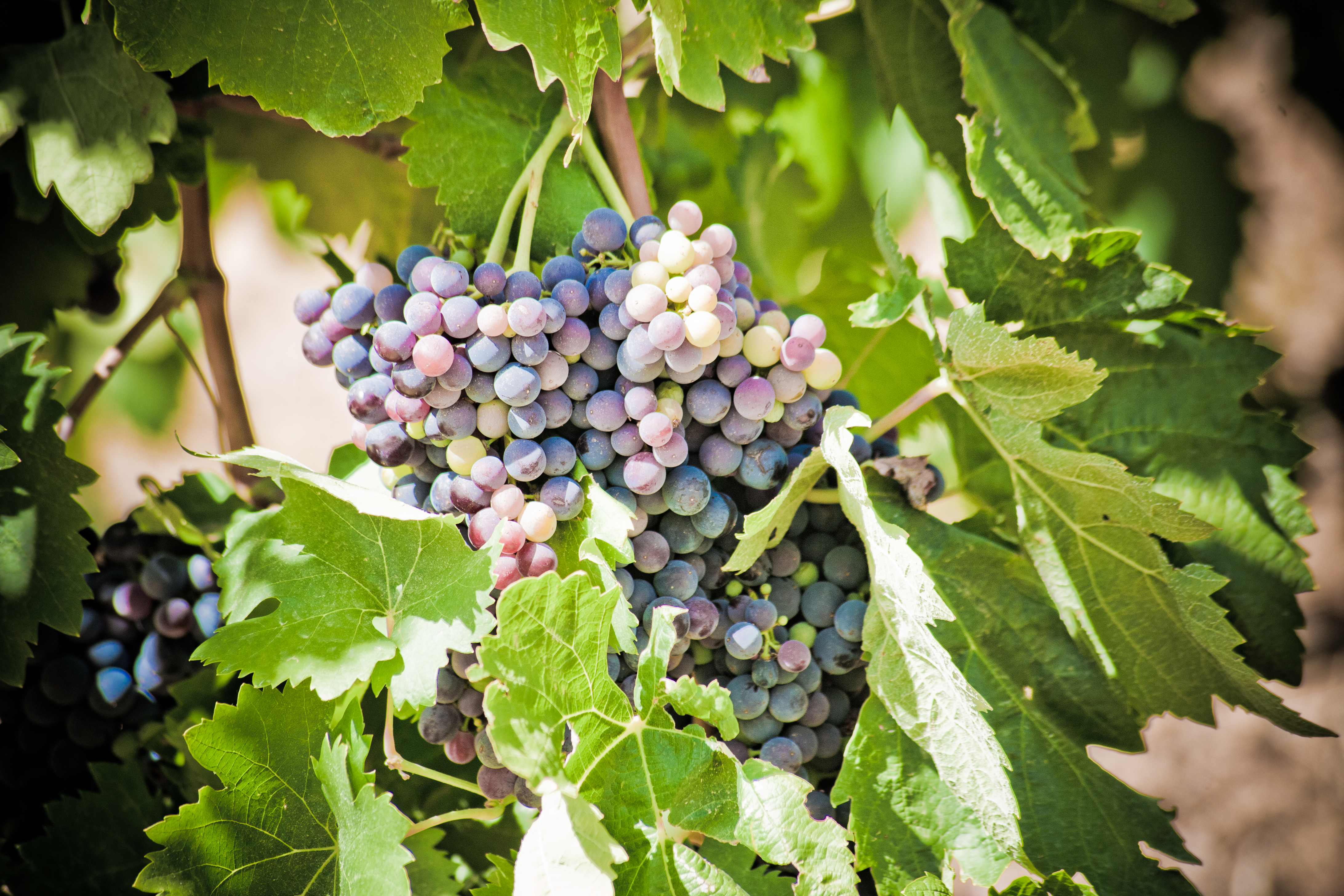
Véraison

Par leur cahier des charges, les vignerons s'obligent à planter leurs vignes avec une densité de 3 000 pieds/ha. Actuellement, la tendance se dirige vers 4 000 pieds/ha. Afin d'obtenir un rendement de 50 hl/ha, la taille doit être courte (maximum de 6 coursons de un à deux yeux). La taille longue, dite encore taille guyot, ne se pratique que pour la syrah, la marsanne et la roussanne.

### Vinification et élevage
Pour les vins rouges, peut être utilisée soit une vinification par macération carbonique, qui est surtout pratiquée pour les vins primeurs ou à boire jeunes, soit une vinification classique avec ou sans éraflage de la vendange.

### Structures des exploitations

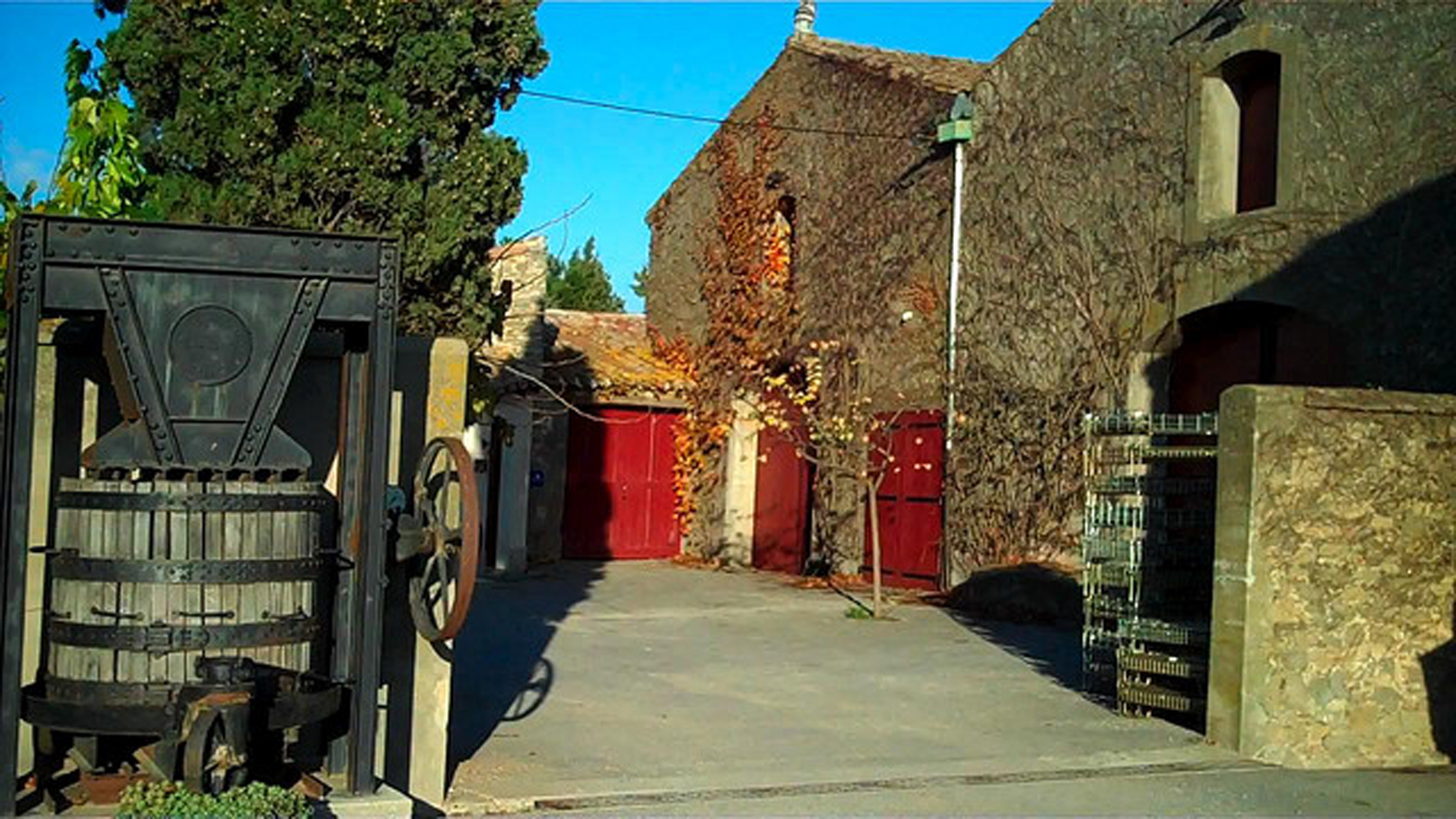
Domaine viticole à Rieux-Minervois

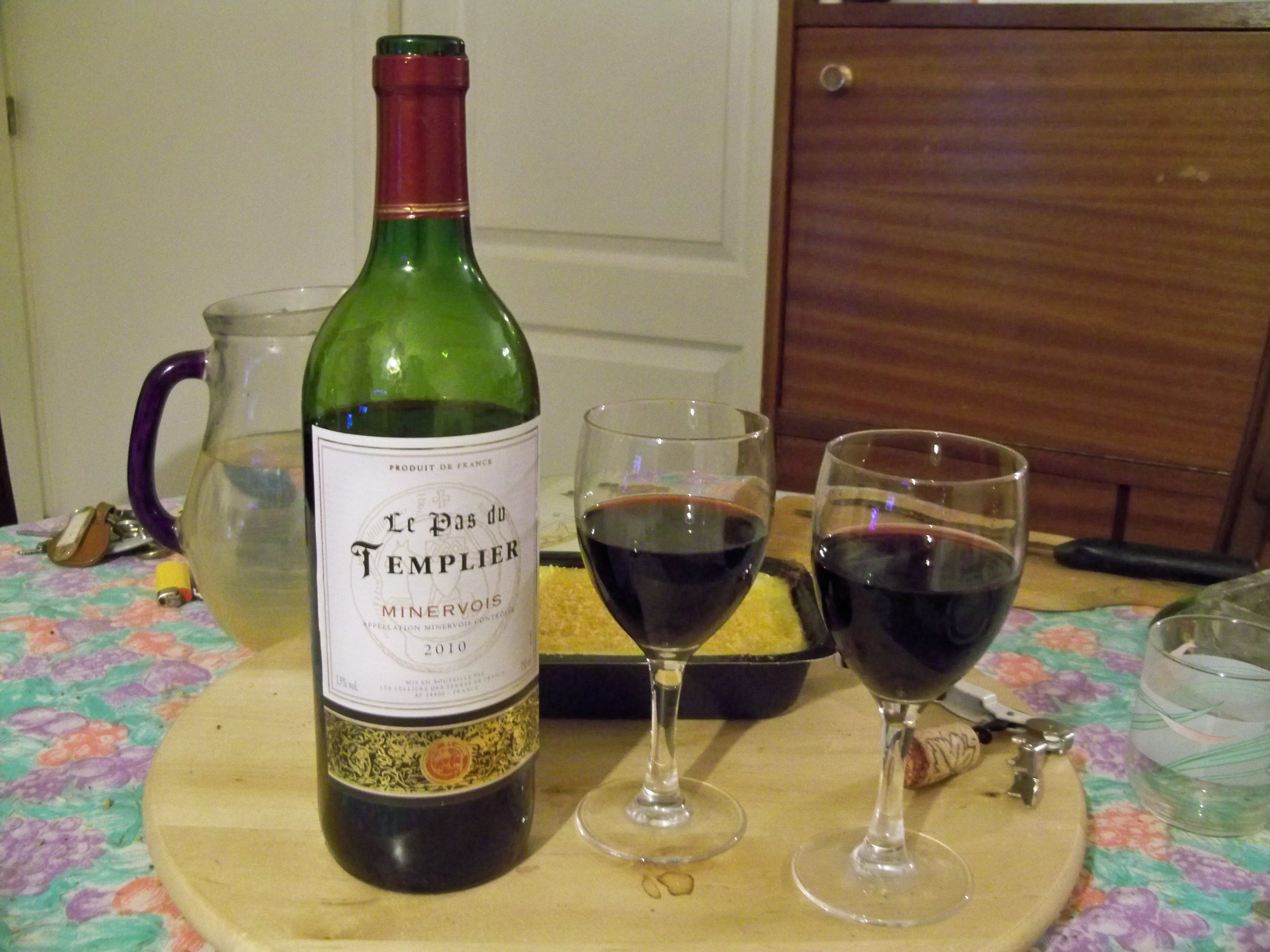
Le Pas du Templier AOC Minervois

Sa surface est de 4 400 hectares environ et comporte plus de 170 caves particulières et 35 caves coopératives.

### Terroirs et types de vin
Avec ses 5 000 hectares, ce vignoble est l'un des plus vastes du Languedoc. Le vignoble est planté dans un vaste amphithéâtre orienté plein sud, situé près de la montagne Noire. Passant d'une altitude de 50 mètres près des rives de la Méditerranée jusqu'à 500 mètres sur le piémont. Les conditions climatiques varient énormément tant au niveau des écarts de température (3 à 4 degrés) que de la pluviométrie (500 à 800 mm/an). À cela s'ajoutent des sols d'origine géologiques diverses, ce qui permet d'obtenir des vins différents dans leur uniformité.
Parmi les terroirs se distinguent ceux dits du canal du Midi, des causses, des Mourels, des coteaux et contrefort, des Trois Vallées et des terrasses. Les sols peuvent être calcaires, de grès, de galets roulés, de schistes et marbre incarnat.
Si les vins blancs et rosés, d'excellente qualité, restent confidentiels, la palette des vins rouges est vaste. Elle va des vins friands, fruités, gouleyants, à consommer dans l'année, à des cuvées exceptionnelles de vins de garde qui expriment leur potentiel après deux à trois années de vieillissement.

### Vin et gastronomie

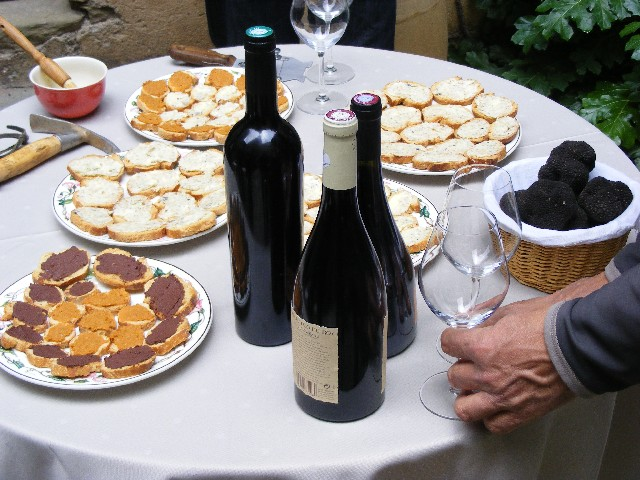
Minervois et truffes

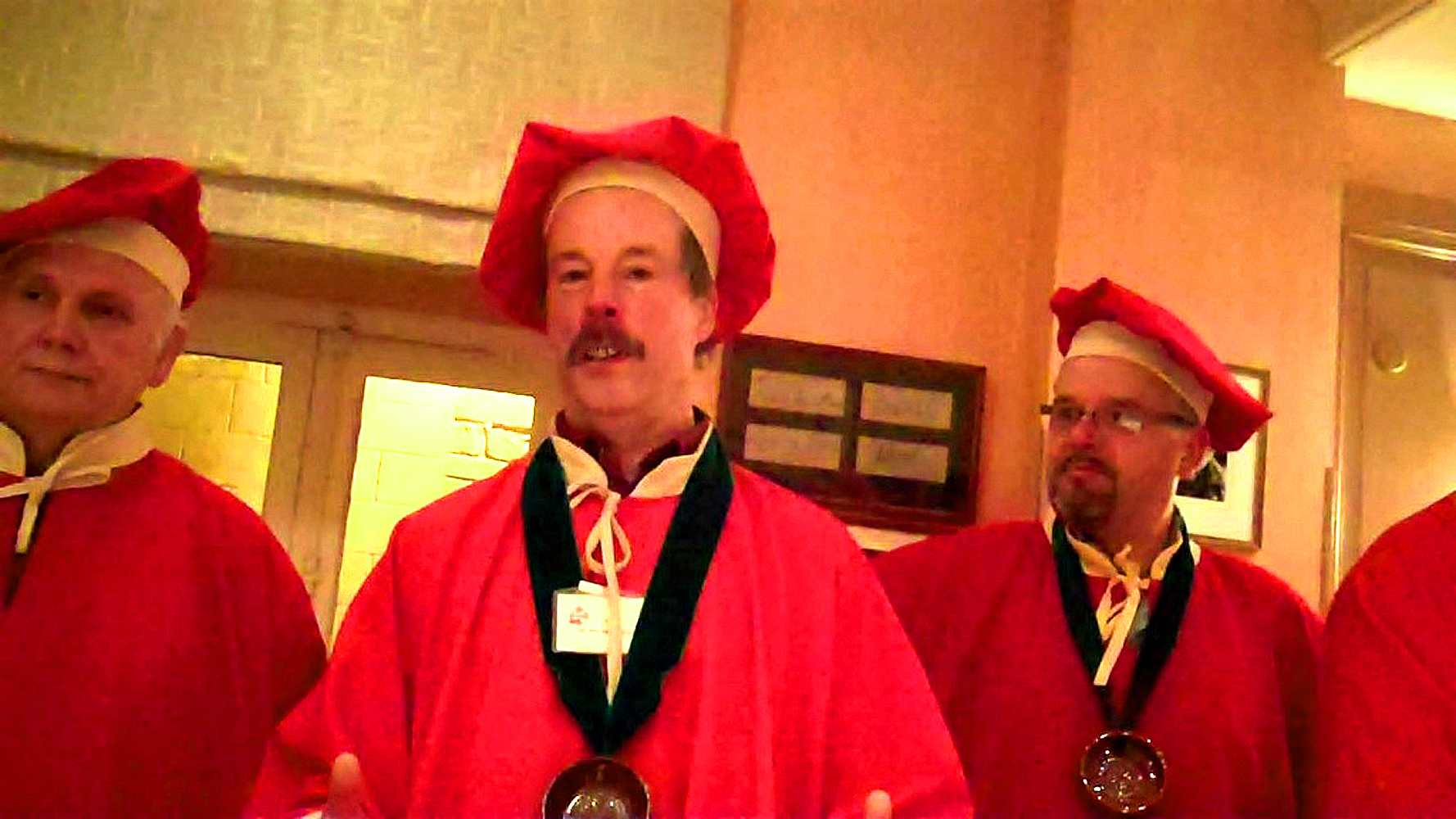
La confrérie de l'académie universelle du cassoulet

Le Minervois AOC, en fonction de son temps de vinification, parvient à pleine maturité après deux ans de vieillissement. Il peut se consommer jusqu'à 8/10 ans pour de grandes cuvées millésimées. 
Le rouge dégage des notes de fruits noires (pruneaux cuits), de violette et quelquefois de cannelle. Ce vin s'accorde traditionnellement avec un poulet aux olives, du jambon de Bayonne, des terrines, des pâtés, un navarin d'agneau, un risotto, le confit de canard, le cassoulet, des viandes rouges, des canards, des abats ainsi que des fromages moyennement affinés. 
Lors de la première fête de la gastronomie qui s'est déroulée dans toute la France le vendredi 23 septembre 2011, l'Académie universelle du Cassoulet de Carcassonne organisa à la Tour Eiffel un banquet où furent conviés 140 gastronomes parisiens. Les vins du Minervois accompagnèrent le cassoulet servi. 

### Commercialisation
Les chiffres donnés par le syndicat viticole de l’appellation Minervois font état d'une baisse des volumes de l’ordre de 20 % au cours de la campagne 2009. En contrepartie, les producteurs vendent la moitié de leur volume à l'export, tandis que la vente en bouteille est en augmentation et frise les 50 % sur une production annuelle de 120 000 hectolitres.
Toujours en 2009, les ventes annuelles en grandes et moyennes surfaces (GMS) de l’AOC Minervois ont été en baisse de - 12 % en volume. Cette tendance a été générale sur l'ensemble des AOC du Languedoc-Roussillon à l'exception du languedoc (AOC) et des côtes-du-roussillon villages.
| Les ventes en GMS des AOC Minervois, Corbières et Languedoc en 2009 | Les ventes en GMS des AOC Minervois, Corbières et Languedoc en 2009 | Les ventes en GMS des AOC Minervois, Corbières et Languedoc en 2009 |
| ------------------------------------------------------------------- | ------------------------------------------------------------------- | ------------------------------------------------------------------- |
| Total GMS                                                           | Vente en volume (Million de litres)                                 | Vente en valeur (Million d'€)                                       |
| AOC Minervois                                                       | 3,8 (-12 %)                                                         | 10,5 (-9 %)                                                         |
| AOC Corbières                                                       | 15,4 (-6 %)                                                         | 38 (-2,5 %)                                                         |
| AOC Languedoc                                                       | 2,8 (+15 %)                                                         | 14,8 (+13 %)                                                        |

### Liste de producteurs
Caves coopératives

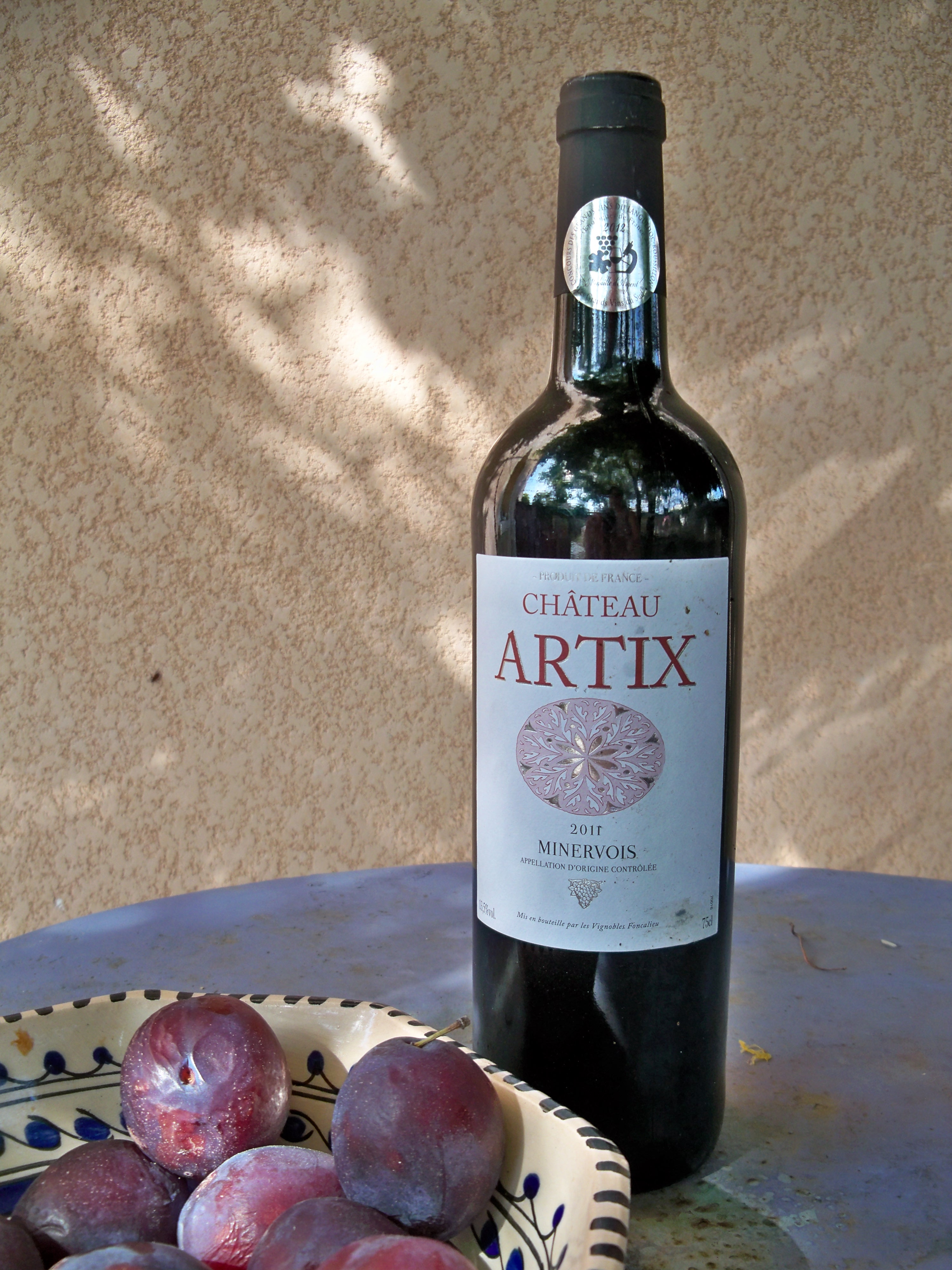
Château Artix, millésime 2011

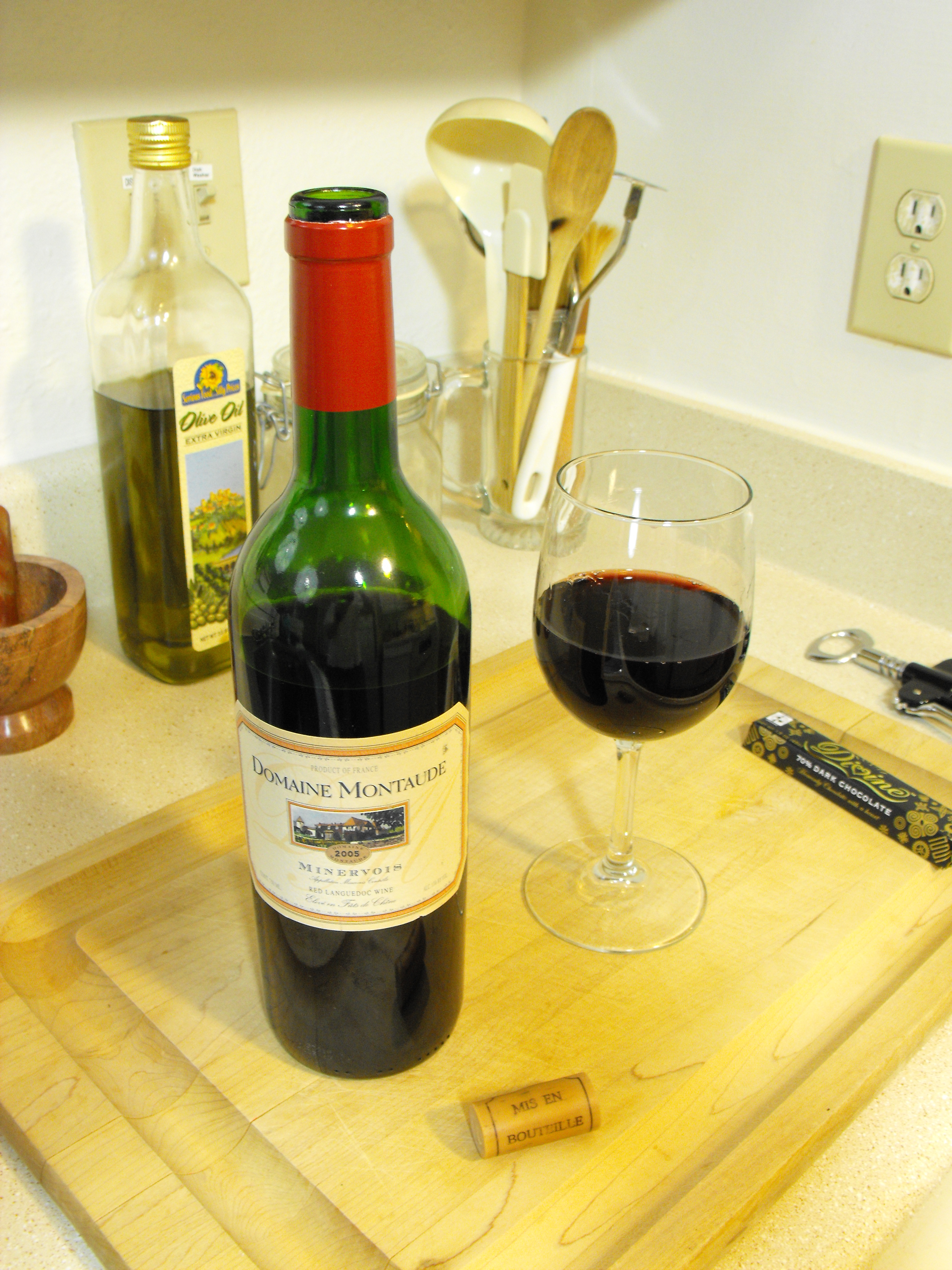
Domaine Montaude

- Alliance Minervois, Homps, La Livinière, Rieux Minervois et Villalier
- Cave Caunes-Trause, Caunes-Trausse
- Caveau du Silène, Azille
- Le Cellier de Mérinville, Rieux-Minervois
- Le Cellier Lauran Cabaret, Laure-Minervois
- Les Coteaux du Minervois, Pépieux
- Les vignerons de Pouzols et Mailhac

Châteaux et domaines, classés alphabétiquement
- Borie de Maurel, Félines-Minervois
- Château Amiral, Aigues-Vives d'Aude
- Château Artix, Beaufort
- Château Coupe Roses, La Caunette
- Château d'Agel, Agel
- Château d'Argères, Laure-Minervois
- Château de Paraza, Paraza
- Château de Pennautier, Pennautier
- Château Guéry, Azille
- Château l'Hospitalet, Narbonne
- Château La Grave, Badens
- Château La Villatade, Sallèles-Cabardès
- Château Laville Bertrou, Minervois Livinière
- Château Millegrand, Capestang
- Château Minerve, Minerve
- Château Sainte-Eulalie, La Livinière
- Château Villerambert-Julien, Caunes-Minervois
- Clos Centeilles, Patricia Boyer-Domergueis
- Clos du Gravillas, Saint Jean de Minervois
- Domaine de Barroubio, Saint-Jean-de-Minervois
- Domaine Chabbert, Liviniere, Fauzan
- Domaine de Cibadiès, Capestang
- Domaine de Gourgazaud, La Livinière
- Domaine Les Combes Cachées, Siran
- Domaine des Maels, Argens-Minervois
- Domaine Sainte-Luchaire, Aigne
- Domaine La Prade-Mari, Aigne
- Domaine La Siraniere, La Livinière
- Domaine La Tour Boisée, Laure-Minervois
- Domaine Montaude, Roquecourbe-Minervois
- Domaine Moulin Battant, Villalier
- Domaine Parazols-Bertrou, Béatrice et Jean-Marie Bertrou
- Domaine Pujol-Izard, Saint-Frichoux
- Domaines des Homs, Rieux-Minervois
- Jean-Baptiste Sénat, Trausse-Minervois
- Massamier La Mignarde, Pépieux
- Vignobles Jeanjean, Saint-Félix-de-Lodez
- Vignoble du Loup Blanc, Bize-Minervois
- Vignobles Foncalieu, Domaine de Corneille, Arzens
- Vignobles Lorgeril, Pennautier